# السفوله الهابطية (شبام)
'

تعديل مصدري - تعديل

السفوله الهابطية هي إحدى قرى عزلة شبام بمديرية شبام التابعة لمحافظة حضرموت، بلغ تعداد سكانها 103 نسمة حسب تعداد اليمن لعام 2004.